# Clidemia reitziana
Clidemia reitziana là một loài thực vật có hoa trong họ Mua. Loài này được Cogn. & Gleason mô tả khoa học đầu tiên năm 1939.